# Колумбет Антон Сергійович
Антон Сергійович Колумбет (нар. 2 грудня 1986 року, м. Київ, Українська РСР) — громадський діяч, ветеран, блогер, підприємець та політик. Колишній перший заступник Міністра у справах ветеранів, тимчасово окупованих територій та внутрішньо переміщених осіб України.

## Біографія
Народився 1986 року в Києві. Середню освіту здобув у школі № 185. Згодом вступив до Київського університету Культури та Мистецтв, за спеціальністю «менеджер міжнародного туризму».
До 2014 року працював у міжнародному туризмі: працював екскурсоводом та супроводжував туристичні групи в Європу. З початком Революції Гідності покинув роботу та підтримував Сили Самооборони Майдану.[джерело?] З початком війни записався добровольцем до лав Збройних Сил України. Проходив службу у 12-му батальйоні територіальної оборони, потім у 12-му батальйоні 26-ї Бердичівської артилерійської бригади.[джерело?]
Після демобілізації в березні 2015 року стає соціальним підприємцем та разом з іншими ветеранами засновує магазин «I'MREADY». Це магазин м'ясних консервів для тривалого зберігання і польового використання, створений спеціально для військових умов. 10 % прибутку підприємства йде на ветеранські проєкти та допомогу постраждалим під час війни.
З 5 квітня 2019 року до вересня 2019 року виконував обов'язки заступника директора Муніципальної Охорони.
25 вересня 2019 року призначений на посаду першого заступника Міністра у справах ветеранів, тимчасово окупованих територій та внутрішньо переміщених осіб України.
15 квітня 2020 року звільнився з посади за власним бажанням.

## Громадська та політична діяльність
У березні 2015 року демобілізується та повертається до Києва, де починає вести громадську діяльність захищаючи інтереси ветеранів АТО. Через декілька місяців після демобілізації приєднується до Київської міської спілки ветеранів АТО, де згодом став заступником голови.[джерело?]
У грудні 2015 року Київська Міська Спілка Ветеранів АТО увійшла до Ради Ветеранів при КМДА. Антон Колумбет був делегований у Раду Ветеранів, як представник Києва.
Згодом бере участь у засіданні Руху ветеранів України та долучається до створення Всеукраїнської ветеранської громадської спілки.[джерело?]
Автор двох есе, які увійшли в ветеранську збірку «Голос війни».
В 2016 році став членом Громадської Ради при державній фінансовій установі «ДержМолодьЖитло», де був одним з лобістів програми «Доступне Житло», яка допомагає забезпечувати житлом учасників АТО та внутрішньо переміщених осіб.
У лютому 2018 року стає спікером та заступником голови новоствореної Муніципальної Варти Києва.
28 листопада 2018 року створюється Міністерство у справах ветеранів, де Антон Колумбет стає представником Ради ветеранів.

Наприкінці квітня 2018 року став одним з співзасновників політичної партії «Демократична Сокира», яка була офіційно зареєстрована в травні 2019 року. В партії зайняв роль спікера з питань ветеранів АТО/ООС.
У червні 2019 року перемагає в інтернет-голосування та стає членом Ради Громадського контролю НАБУ.
Під час позачергових парламентських виборів 2019 року балотується до ВРУ, як кандидат-мажоритарник від «Демократичної Сокири» на 218 окрузі.
Під час передвиборчої програми, зокрема викликав хвилю обговорення в інтернеті, розмістивши свою рекламу на Pornhub.
У серпні 2019 року, коли президент України Володимир Зеленський оголосив про скасування Параду на День Незалежності, Колумбет був одним з представників ветеранської спільноти, який виступив проти скасування параду та оголосив проведення Маршу Захисників України. Антон Колумбет був одним з ініціаторів та організаторів маршу, який відбувся 24 серпня 2019 року. Очікувалась участь близько 8 тисяч людей, але за різними оцінками в Марші взяли участь до 25 тисяч осіб.
Під час роботи в Міністерстві у справах ветеранів України критикував існуючий Закон про статус ветеранів війни та гарантії їх соціального захисту та активно виступав за розробку нового Закону. Виступав за зміну суспільної парадигми сприйняття «ветерана» з споживача пільг на військовослужбовця-резервіста.
Був активним лобістом надання статусу учасника бойових дій бійцям добровольчих підрозділів. Підтримав ініціативу громадських активістів з просування законопроєкту 2045-1, який був прийнятий Верховною Радою та підписаний Президентом Зеленським.
Автор та розробник програми пільгового іпотечного кредитування учасників бойових дій та внутрішньо-переміщених осіб, яка була затверджена Кабінетом Міністрів в грудні 2019 року. Після його звільнення з Кабінету Міністрів кошти на цю програму не виділялись, виділені кошти на програму «Доступне Житло» в розмірі 100 млн грн — перерозподілені на боротьбу з наслідками пандемії Covid 19.
Після публічної пресс-конференції керівництва МВС за участю Президента Зеленського та генерального прокурора Руслана Рябошапки 12 грудня 2019, в ході якої у вбивстві відомого журналіста Павла Шеремета були звинувачені ветерани та волонтери, публічно підтримав заяву міністерки у справах ветеранів Оксани Коляди щодо неприпустимості призначення винних та непереконливості доказової бази. Міністерство у справах ветеранів України в той момент було єдиним органом державної влади, яке публічно висловилось по відношенню до демонстрації розслідування не в компліментарному стилі.
Позиція команди Мінветеранів з цього приводу була піддана жорсткому тиску з боку Офісу Президента України, що призвело до звільнення Коляди з посади Міністра. Антон Колумбет висловив повну солідарність з її позицією по цьому питанню, відхилив пропозицію продовжити перебувати на посаді і подав у відставку.

## Особисте життя
Дружина Колумбет Юлія Володимирівна.